# Tommy Younger
Thomas Younger (Edimburgo, 10 de abril de 1930 - 13 de janeiro de 1984) foi um futebolista escocês que atuava como goleiro e jogou no Hibernian, Liverpool, Falkirk, Leeds United, Stoke City e na seleção da Escócia.

## Carreira

### Clubes
Nascido em Edimburgo, na Escócia, Younger assinou contrato com o clube de sua cidade natal, Hibernian, em 1948. Ele fez parte do time que obteve sucesso nos anos 50, ganhando dois títulos nas temporadas 1950-51 e 1951-52.
O treinador do Liverpool, Phil Taylor, assinou contrato com Younger em junho de 1956 por £9000. Ele fez sua estréia em Anfield em 18 de agosto de 1956 em uma partida contra o Huddersfield Town. Huddersfield estragou o dia de Younger, levando os dois pontos de uma vitória por 3-2. Younger imediatamente assumiu a camisa número 1 em Anfield e jogou em 43 das 45 partidas do Liverpool em sua primeira temporada. 
Younger passou três anos no Liverpool, faltando apenas seis partidas durante este período, totalizando 127 partidas. Em 1959, ele foi autorizado a sair para assumir um papel de jogador/treinador no Falkirk.
Uma lesão nas costas levou a sua aposentadoria como jogador em 1960, mas depois de descobrir que a lesão não foi tão ruim quanto diagnosticada pela primeira vez, ele assinou contrato com o Stoke City em 1960. Younger jogou dez jogos do campeonato pelo Stoke na temporada 1959-60. Em seus dez jogos, o Stoke perdeu nove deles, com Younger sofrendo 22 gols. Ele foi libertado no final da temporada.
Ele jogou três partidas pelo Rhyl antes de assinar com o Leeds United. 
Don Revie, que trouxe jogadores experientes para enfrentar o declínio do clube, assinou com Younger em 1961. Ele fez 42 partidas pelo Leeds em 13 meses antes de se aposentar pela segunda vez em outubro de 1962.

### Seleção
Younger jogou 24 vezes pela Seleção Escocesa, numa sequência ininterrupta de três anos. Ele fez sua estréia em 4 de maio de 1955 em um amistoso internacional contra Portugal no Hampden Park. Tommy Younger fez parte do elenco da Seleção Escocesa de Futebol, na Copa do Mundo de 1958.

## Aposentadoria e Morte
Depois de sua aposentadoria, ele ficou em Leeds como um olheiro. Ele então assumiu um papel de treinador no Toronto City.
Depois de sua passagem por Toronto, ele retornou ao Hibernian como diretor. Younger tornou-se vice-presidente da Scottish Football Association, assumindo o cargo de presidente após a aposentadoria de Harkness em maio de 1983. 
Younger ocupou o cargo até sua morte oito meses depois, em 13 de janeiro de 1984, aos 53 anos.